# دينوتوكسيماب
دينوتوكسيماب (بالإنجليزية: Dinutuximab)‏ هو دواء يُستعمل في علاج ورم عصبي. 